# Isaías Albístegui
Isaías Albístegui Aguirre (Éibar, 1924 - San Sebastián, 2006) fue un piloto y militar español que fue uno de los Niños de Rusia y luchó las Fuerzas Aéreas Soviéticas en la Segunda Guerra Mundial.

## Biografía
Durante la guerra civil española, Albístegui formó parte de un grupo de niños de guerra evacuados por barco a la Unión Soviética, los conocidos como Niños de Rusia.  
Algunos de estos adolescentes fueron entrenados para formar parte de la Fuerza Aérea Soviética, pero Albístegui no completó su formación militar en la Escuela Superior de Aviación de Borisoglebsk y no se convirtió en piloto de combate como los demás. No obstante, recibió la formación suficiente para pilotar planeadores de transporte militar, rol con el que contribuyó al esfuerzo bélico durante la Segunda Guerra Mundial. Algunas fuentes también afirman que estos vuelos de transporte se realizaron con armas y en el frente.  
En 1956, un nutrido grupo de niños de la guerra regresó a España y entre ellos se encontraba Isaías Albístegui, de 32 años. Desde entonces residió en Éibar, donde todos lo llamaban «ruso», y era una figura popular, asiduo a las reuniones del Club Deportivo Éibar. También se convirtió en miembro del comité ejecutivo del Partido Comunista de España, mostrándose contrario a las tesis del eurocomunismo. Tenía la costumbre de contar historias de sus aventuras en la Unión Soviética, algunas verídicas, otras probablemente fabulosas (como su estancia con Stalin en el Kremlin o su título de Héroe de la Unión Soviética). Falleció en un hospital de San Sebastián en 2006.  

## Premios
- Medalla por el Servicio de Combate.[2]